# Alec B. Francis

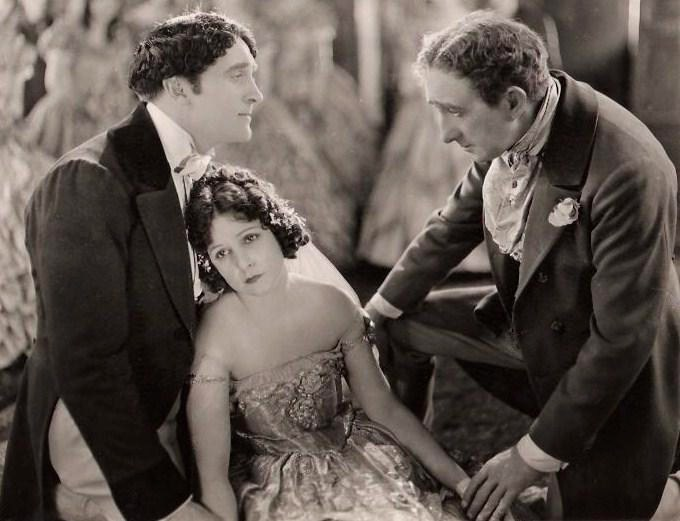
Wyndham Standing, Norma Talmadge e Alec B. Francis in Smilin' Through

Alec B. Francis (Londra, 2 dicembre 1867 – Hollywood, 6 luglio 1934) è stato un attore britannico.

## Biografia
Nato a Londra, Alec B. Francis girò nella sua carriera oltre duecento film in gran parte muti, firmando anche due pellicole come regista. Esordì nel 1911, diretto da Ralph Ince, in un cortometraggio della Vitagraph che aveva come protagonista Mabel Normand.
Nel 1924, Francis affiancò il grande John Barrymore in Beau Brummel, ricoprendo il ruolo del suo fedele domestico Mortimer. Nel 1931, in Mata Hari, ha il ruolo di Caron, l'avvocato della celebre spia interpretata da Greta Garbo.
Francis morì a Hollywood il 6 luglio 1934 all'età di sessantasei anni.

## Filmografia parziale

### Attore

#### 1911
- Troublesome Secretaries, regia di Ralph Ince – cortometraggio (1911)
- The Clown's Best Performance – cortometraggio (1911)
- The Bell of Justice – cortometraggio (1911)
- The Sheriff's Friend, regia di Alec B. Francis – cortometraggio (1911)
- The General's Daughter – cortometraggio (1911)
- A Friendly Marriage, regia di Van Dyke Brooke – cortometraggio (1911)
- Selecting His Heiress, regia di William Humphrey – cortometraggio (1911)
- A Southern Soldier's Sacrifice, regia di William Humphrey – cortometraggio (1911)
- Auld Lang Syne, regia di Laurence Trimble – cortometraggio (1911)
- Their Charming Mama, regia di Frederick A. Thomson – cortometraggio (1911)
- The Military Air-Scout, regia di William Humphrey – cortometraggio (1911)
- Vanity Fair, regia di Charles Kent – cortometraggio (1911)
- A Reformed Santa Claus – cortometraggio (1911)
- The Old Doll – cortometraggio (1911)
- The Younger Brother – cortometraggio (1911)
- In the Clutches of a Vapor Bath – cortometraggio (1911)

#### 1912
- L'onore del nome (For the Honor of the Family), regia di Van Dyke Brooke – cortometraggio (1912)
- A Timely Rescue – cortometraggio (1912)
- The First Violin, regia di Van Dyke Brooke – cortometraggio (1912)
- Playmates – cortometraggio (1912)
- Keeping an Eye on Father – cortometraggio (1912)
- A Living Memory, regia di Alec B. Francis – cortometraggio (1912)
- The Letter with the Black Seals, regia di Étienne Arnaud – cortometraggio (1912)
- Oh, You Ragtime!, regia di Étienne Arnaud – cortometraggio (1912)
- The Legend of Sleepy Hollow, regia di Étienne Arnaud (1912)
- Salvata dal Titanic (Saved from the Titanic), regia di Étienne Arnaud – cortometraggio (1912)
- Chamber of Forgetfulness, regia di Étienne Arnaud – cortometraggio (1912)
- The Holy City, regia di Étienne Arnaud (1912) – cortometraggio
- Robin Hood, regia di Étienne Arnaud e Herbert Blaché – cortometraggio (1912)
- The Passing Parade – cortometraggio (1912)
- The Celebrated Case, regia di George Nichols – cortometraggio (1912)
- Caprices of Fortune, regia di Étienne Arnaud – cortometraggio (1912)
- Making Uncle Jealous – cortometraggio (1912)
- The Transgression of Deacon Jones – cortometraggio (1912)
- Silent Jim – cortometraggio (1912)
- Foiling a Fortune Hunter – cortometraggio (1912)
- Their Children's Approval – cortometraggio (1912)
- The Bonnie, Bonnie Banks o' Loch Lomond, regia di Henry J. Vernot – cortometraggio (1912)
- Dick's Wife – cortometraggio (1912)
- The Vengeance of the Fakir, regia di Henry J. Vernot – cortometraggio (1912)

#### 1913
- A Tammany Boarder, regia di Étienne Arnaud (1913)
- An Accidental Servant (1913)
- The Gallop of Death, regia di Henry J. Vernot (1913)
- The Spectre Bridegroom, regia di Étienne Arnaud (1913)
- The One Who Had to Pay (1913)
- The Trail of the Silver Fox, regia di O.A.C. Lund (1913)
- The Telegraph Operator, regia di O.A.C. Lund (1913)
- The Man Who Dared 1913
- The Crimson Cross (1913)
- For Better or for Worse (1913)
- The Sons of a Soldier, regia di O.A.C. Lund (1913)
- The Key, regia di O.A.C. Lund (1913)
- When Light Came Back, regia di O.A.C. Lund (1913)
- The Witch, regia di O.A.C. Lund (1913)
- In the Night (1913)
- Soul to Soul (1913)
- The Honor of Lady Beaumont, regia di O.A.C. Lund (1913)
- The Thirst for Gold, regia di O.A.C. Lund (1913)
- The Beaten Path, regia di O.A.C. Lund (1913)
- Stung (1913)
- A Puritan Episode (1913)
- Why Aunt Jane Never Married, regia di William F. Haddock (1913)
- Jacques the Wolf, regia di O.A.C. Lund (1913)
- From the Beyond, regia di O.A.C. Lund (1913)
- Big Hearted Jim (1913)
- Cynthy, regia di O.A.C. Lund (1913)
- The Reformation of Calliope, regia di Webster Cullison (1913)
- Partners, regia di O.A.C. Lund (1913)
- A Son's Devotion (1913)
- When Pierrot Met Pierrette, regia di O.A.C. Lund (1913)
- The Highwayman's Shoes, regia di O.A.C. Lund (1913)

#### 1914
- Cue and Miss Cue, regia di Étienne Arnaud – cortometraggio (1914)
- The Case of Cherry Purcelle – cortometraggio (1914)
- Coming Home – cortometraggio (1914)
- The Good in the Worst of Us – cortometraggio (1914)
- The Diamond Master – cortometraggio (1914)
- At the Court of Prince Make Believe – cortometraggio (1914)
- The Drug Traffic – cortometraggio 1914)
- Wife
- The Greatest of These, regia di Robert McLaughlin – cortometraggio (1914)
- Duty, regia di Étienne Arnaud – cortometraggio (1914)
- Moonlight – cortometraggio (1914)
- Boy – cortometraggio (1914)
- Adventures in Diplomacy, regia di O.A.C. Lund – cortometraggio (1914)
- Son – cortometraggio (1914)
- Man of the Hour, regia di Maurice Tourneur (1914)
- When Broadway Was a Trail, regia di O.A.C. Lund (1914)
- The Wishing Ring: An Idyll of Old England, regia di Maurice Tourneur (1914)
- Lola, regia di James Young (1914)
- For the Mastery of the World – cortometraggio (1914)
- The Pit, regia di Maurice Tourneur (1914)

#### 1916
- The Ballet Girl, regia di George Irving (1916)
- Fruits of Desire, regia di Oscar Eagle (1916)
- The Yellow Passport, regia di Edwin August (1916)
- Pawn of Fate, regia di Maurice Tourneur (1916)
- Human Driftwood
- Tangled Fates, regia di Travers Vale (1916)
- The Perils of Divorce, regia di Edwin August (1916)
- Miss Petticoats, regia di Harley Knoles (1916)
- A Woman's Way, regia di Barry O'Neil (1916)
- Husband and Wife, regia di Barry O'Neil (1916)
- The Gilded Cage, regia di Harley Knoles (1916)
- The Heart of a Hero, regia di Emile Chautard (1916)
- All Man, regia di Émile Chautard (1916)

#### 1917
- A Hungry Heart, regia di Émile Chautard (1917)
- The Family Honor, regia di Emile Chautard (1917)
- Forget-Me-Not, regia di Emile Chautard (1917)
- The Page Mystery, regia di Harley Knoles (1917)
- The Auction Block, regia di Laurence Trimble (1917)
- L'uomo della fortuna (The Cinderella Man), regia di George Loane Tucker (1917)

#### 1918
- The Beautiful Mrs. Reynolds, regia di Arthur Ashley (1918)
- Broken Ties, regia di Arthur Ashley (1918)
- The Cross Bearer, regia di George Archainbaud (1918)
- Wanted: A Mother, regia di Harley Knoles (1918)
- The Face in the Dark, regia di Hobart Henley (1918)

#### 1919
- The World and Its Woman, regia di Frank Lloyd (1919)
- Heartsease, regia di Harry Beaumont (1919)

#### 1920
- The Paliser Case, regia di William Parke (1920)
- The Man Who Had Everything, regia di Alfred E. Green (1920)
- The Butterfly Man, regia di Ida May Park (1920)

#### 1921
- What's a Wife Worth?, regia di Christy Cabanne (1921)
- Courage, regia di Sidney Franklin (1921)
- A Voice in the Dark, regia di Frank Lloyd (1921)
- Sangue di zingara (The Great Moment), regia di Sam Wood (1921)
- A Virginia Courtship, regia di Frank O'Connor (1921)

#### 1922
- Smilin' Through, regia di Sidney Franklin (1922)
- L'età di amare (Beyond the Rocks), regia di Sam Wood (1922)
- North of the Rio Grande, regia di Rollin S. Sturgeon (1922)
- The Man Who Saw Tomorrow, regia di Alfred E. Green (1922)
- The Forgotten Law, regia di James W. Horne (1922)

#### 1923
- The Last Hour, regia di Edward Sloman (1923)
- The Spider and the Rose, regia di John McDermott (1923)
- Little Church Around the Corner, regia di William A. Seiter (1923)
- Is Divorce a Failure?, regia di Wallace Worsley (1923)
- Mary of the Movies, regia di John McDermott (1923)
- Children of Jazz, regia di Jerome Storm (1923)
- A Gentleman of Leisure, regia di Joseph Henabery (1923)
- Tre pazzi saggi (Three Wise Fools), regia di King Vidor (1923)
- Hollywood, regia di James Cruze (1923)
- His Last Race, regia di B. Reeves Eason, Howard M. Mitchell (come Howard Mitchell) (1923)
- The Drivin' Fool, regia di Robert Thornby (come Robert T. Thornby) (1923)
- La casa delle 4 ragazze (The Gold Diggers), regia di Harry Beaumont (1923)
- The Eternal Three, regia di Marshall Neilan e Frank Urson (1923)
- Lucretia Lombard, regia di Jack Conway (1923)

#### 1924
- Lord Brummel (Beau Brummel), regia di Harry Beaumont (1924)
- A Fool's Awakening, regia di Harold M. Shaw (1924)
- The Tenth Woman, regia di James Flood (1924)

#### 1925
- The Bridge of Sighs, regia di Phil Rosen (1925)
- Outwitted, regia di J.P. McGowan (1925)
- Capital Punishment, regia di James P. Hogan (1925)
- The Champion of Lost Causes, regia di Chester Bennett (1925)
- A Thief in Paradise, regia di George Fitzmaurice (1925)
- The Reckless Sex, regia di Alan James (come Alvin J. Neitz) (1925)
- Charley's Aunt, regia di Scott Sidney (1925)
- The Mad Whirl, regia di William A. Seiter (1925)
- La fine del mondo (Waking Up the Town), regia di James Cruze (1925)
- Il trionfo dell'onestà (Man and Maid), regia di Victor Schertzinger (1925)
- Follie (The Coast of Folly), regia di Allan Dwan (1925)
- The Circle, regia di Frank Borzage (1925)
- Grazie! (Thank You), regia di John Ford (1925)
- Thunder Mountain, regia di Victor Schertzinger (1925)
- Wandering Footsteps, regia di Phil Rosen (1925)
- Where the Worst Begins, regia di John McDermott (1925)
- Soiled, regia di Fred Windemere (1925)
- Rose of the World, regia di Harry Beaumont (1925)

#### 1926
- The Yankee Señor, regia di Emmett J. Flynn (1926)
- Vanishing Millions, regia di Alan James (as Alvin J. Neitz) (1926)
- Transcontinental Limited, regia di Nat Ross (1926)
- High Steppers, regia di Edwin Carewe (1926)
- Di corsa dietro un cuore (Tramp, Tramp, Tramp), regia di Harry Edwards (1926)
- Pals First, regia di Edwin Carewe (1926)
- I tre furfanti (3 Bad Men), regia di John Ford (1926)
- Forever After, regia di F. Harmon Weight (1926)
- The Return of Peter Grimm, regia di Victor Schertzinger (1926)
- Faithful Wives, regia di Norbert A. Myles (come Norbert Myles) (1926)
- La signora dalle camelie (Camille), regia di Fred Niblo (1926)

#### 1927
- The Music Master, regia di Allan Dwan (1927)
- The Tender Hour, regia di George Fitzmaurice (1927)
- Sally in Our Alley, regia di Walter Lang (1927)

#### 1928
- The Shepherd of the Hills, regia di Albert S. Rogell (1928)
- The Little Snob, regia di John G. Adolfi (1928)
- Broadway Daddies, regia di Fred Windemere (1928)
- The Lion and the Mouse, regia di Lloyd Bacon (1928)
- Life's Mockery, regia di Robert F. Hill (1928)
- The Terror, regia di Roy Del Ruth (1928)
- Companionate Marriage, regia di Erle C. Kenton (1928)

#### 1929
- Evangelina, regia di Edwin Carewe (1929)
- Evidence, regia di John G. Adolfi (1929)
- Poker d'amore (The Mississippi Gambler), regia di Reginald Barker (1929)
- The Sacred Flame, regia di Archie Mayo (1929)

#### 1930
- L'enigma dell'alfiere nero (The Bishop Murder Case), regia di David Burton e Nick Grinde (1930)
- The Case of Sergeant Grischa, regia di Herbert Brenon (1930)
- Murder Will Out, regia di Clarence G. Badger (1930)
- Outward Bound, regia di Robert Milton e Ray Enright (1930)
- Piano coi piedi (1930)

#### 1931
- Captain Applejack, regia di Hobart Henley (1931)
- Stout Hearts and Willing Hands, regia di Bryan Foy – cortometraggio (1931)
- Oh! Oh! Cleopatra, regia di Joseph Santley – cortometraggio (1931)
- Un popolo muore (Arrowsmith), regia di John Ford (1931)
- Mata Hari, regia di George Fitzmaurice (1931)

#### 1932
- Non c'è amore più grande (No Greater Love), regia di Lewis Seiler (1932)
- Alias Mary Smith, regia di E. Mason Hopper (1932)
- L'ora tragica (The Last Mile), regia di Samuel Bischoff (1932)
- The Last Man, regia di Howard Higgin (1932)

#### 1933
- Oliver Twist
- Looking Forward
- His Private Secretary, regia di Phil Whitman (1933)
- Alice nel paese delle meraviglie

#### 1934
- Il mistero del signor X
- Edizione straordinaria
- Zampa di gatto
- Outcast Lady

### Regista
- The Sheriff's Friend (1911)
- A Living Memory (1912)

### Film o documentari dove appare Alec B. Francis
- Movie Memories, regia di (non accreditato) Ralph Staub - sé stesso (filmati di repertorio) (1934)